# Does It End Right? (film 1915)
Does It End Right? è un cortometraggio muto del 1915. Il nome del regista non viene riportato nei credit del film che ha come interpreti Sydney Ayres e Myrtle Gonzalez.

## Produzione
Il film fu prodotto dall'Universal Film Manufacturing Company.

## Distribuzione
Distribuito dall'Universal Film Manufacturing Company, il film - un cortometraggio di una bobina - uscì nelle sale cinematografiche USA il 5 dicembre 1915.